# Числа Лагранжа
Числа Лагранжа — это последовательность чисел, которые появляются в границах, связанных с приближением иррациональных чисел рациональными.  Числа связаны с теоремой Гурвица.

## Определение
Гурвиц улучшил критерий Дирихле иррациональности до утверждения, что вещественное число α иррационально тогда и только тогда, когда существует бесконечно много рациональных чисел p/q, (в несократимом виде), таких, что
{\displaystyle \left|\alpha -{\frac {p}{q}}\right|<{\frac {1}{{\sqrt {5}}q^{2}}}.}
У Дирихле в правой части стояло 1/q2.  Вышеприведённый результат является наилучшим, поскольку золотое сечение φ является иррациональным, но если мы заменим √5 любым бо́льшим числом в вышеприведённом выражении, мы получим только конечное количество рациональных чисел, удовлетворяющих неравенству для α = φ.
Гурвиц, однако, показал, что если мы исключим φ и производные от него числа, мы можем увеличить число √5. Фактически он показал, что мы можем заменить его на 2√2.  Снова, это новое число является наилучшим возможным при новых условиях и на этот раз становится проблемным число √2. Если мы запрещаем √2, мы можем увеличить число в правой части неравенства с 2√2 до √221/5.  Повторяя этот процесс, получим бесконечную последовательность √5, 2√2, √221/5, ..., сходящуюся к 3. Эти числа называются числами Лагранжа по имени французского математика Жозефа Луи Лагранжа.

## Связь с числами Маркова
Число Лагранжа с номером n, Ln, задаётся формулой
{\displaystyle L_{n}={\sqrt {9-{\frac {4}{{m_{n}}^{2}}}}}},
где mn — n-ое число Маркова, являющееся наименьшим n-м целым m, таким, что уравнение
{\displaystyle m^{2}+x^{2}+y^{2}=3mxy\,}
имеет решение для целых положительных чисел x и y.